# Охты Дрни
Охты Дрни (арм. Օխտը դռնի վանք; также известный как Охтский монастырь, Охти Дрни, Охти-дурни, монастырь Семи дверей) — армянский монастырь V—VI века, расположенный в 3,5 км к северо-западу от села Сусанлык Ходжавендского района Азербайджана на высоте 1451 метров над уровнем моря, в труднодоступном месте на лесистой вершине горы.

## История
В переводе с армянского (диалекта) охт означает семь, дур — дверь. Таким образом Охты Дрни означает семидверный. Монастырь был построен в исторической области Арцаха Сисакан-Востан или Мьюс-Хабанд.
Рядом с монастырем находится родник монастырского комплекса и «Могила сестры». По преданию, Охтская церковь была построена единственной сестрой из семи братьев, погибших за защиту Родины, в память о них. Точный период строительства главного памятника — церкви неизвестен. Он напоминает храмы типа тетраконха, построенные в VII веке, и несет в себе некоторые архитектурные элементы, характерные для первых христианских культовых сооружений. На основании наблюдения за архитектурными формами, орнаментом и объемно-пространственной композицией сооружения его можно отнести к раннесредневековым памятникам.

## Устройство монастыря
Монастырский комплекс состоял из трех основных построек. Притвор полностью разрушен, от другого здания остались только те части стен, которые ближе к земле, а церковь — в полуразрушенном состоянии, но все еще стоит. Руины притвора, как и других подсобных сооружений, находятся рядом с церковью на ее северо-западной стороне. Она полностью выложена грубым и необработанным камнем.
В монастыре не сохранилось литографических надписей, но есть надписи на двух хачкарах, относящихся к более позднему периоду, один из которых находится под окном церкви, а другой во дворе. От однонефного зала церкви остались лишь абсида и южная стена с входом, который имеет характерный для памятников раннего средневековья люнет.
Охты Дрни относится к типу четырехабсидных памятников с диагональными нишами и подтипу храмов без ризниц. Состоит из четырех одинаковых подковообразных абсид шириною в два метра и примерно одинаковой глубины, а также диагональных ниш в 3/4 метра, проемы которых направлены в центр зала. Эти ниши, как и в других раннесредневековых церквях этого типа (наподобие Аванского храма и церкви Св.Рипсиме в Вагаршапате), не выполняют функции коридора, ведущего в ризницы, а имеют лишь декоративное значение.
С внешней стороны абсиды выделены полукругом, а ниши — в виде выпуклостей. Между абсидами и нишами расположены полукруглые пилястры: эта деталь не встречается в других однотипных памятниках. Вход в церковь открывается со стороны западной абсиды. В восточной абсиде имеется два окна.
Неподалёку сохранился хачкар 1044 года и надгробный памятник «Монаху Кандилу». В окрестностях есть также кладбище монахов.

## Галерея

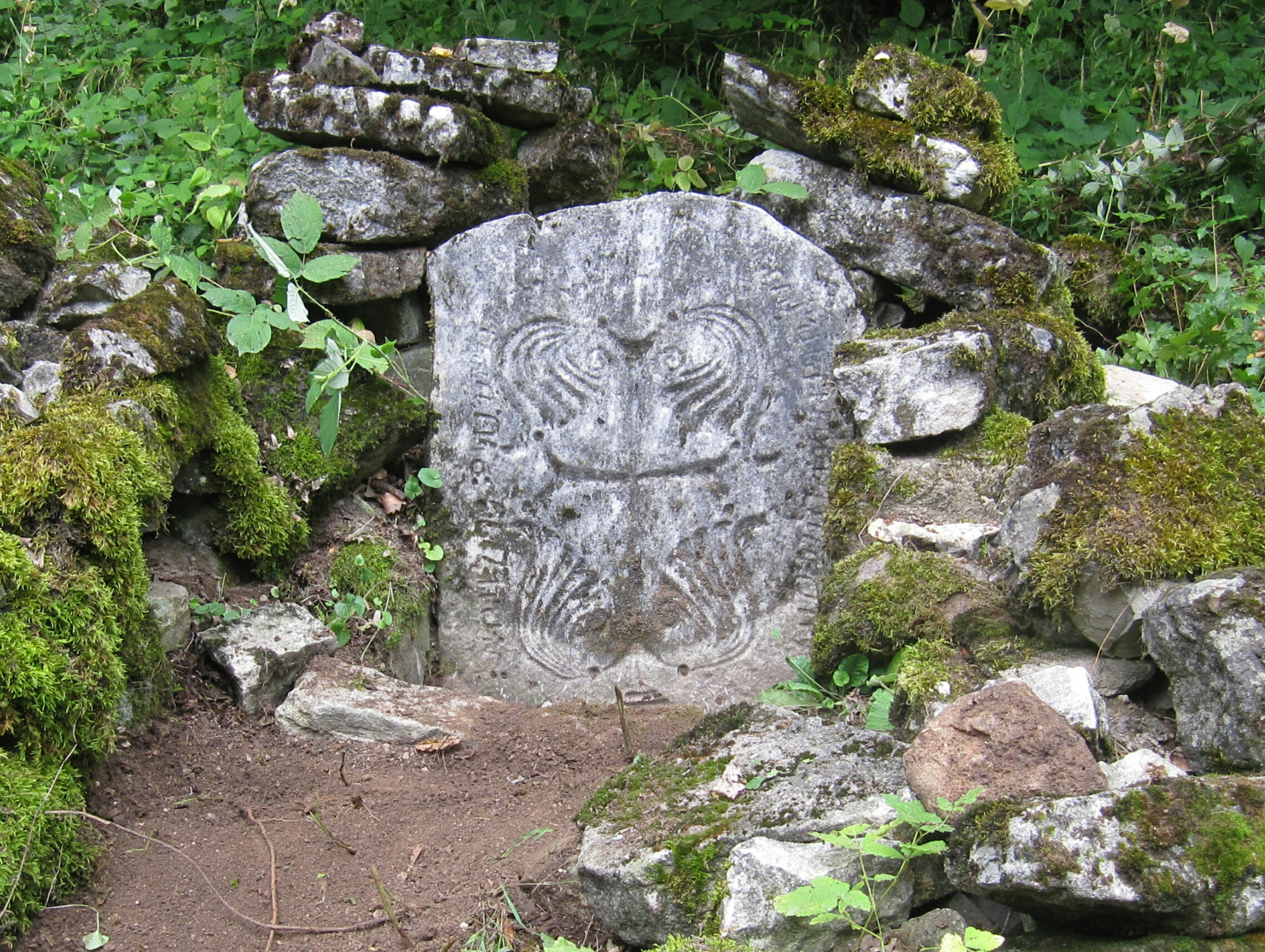
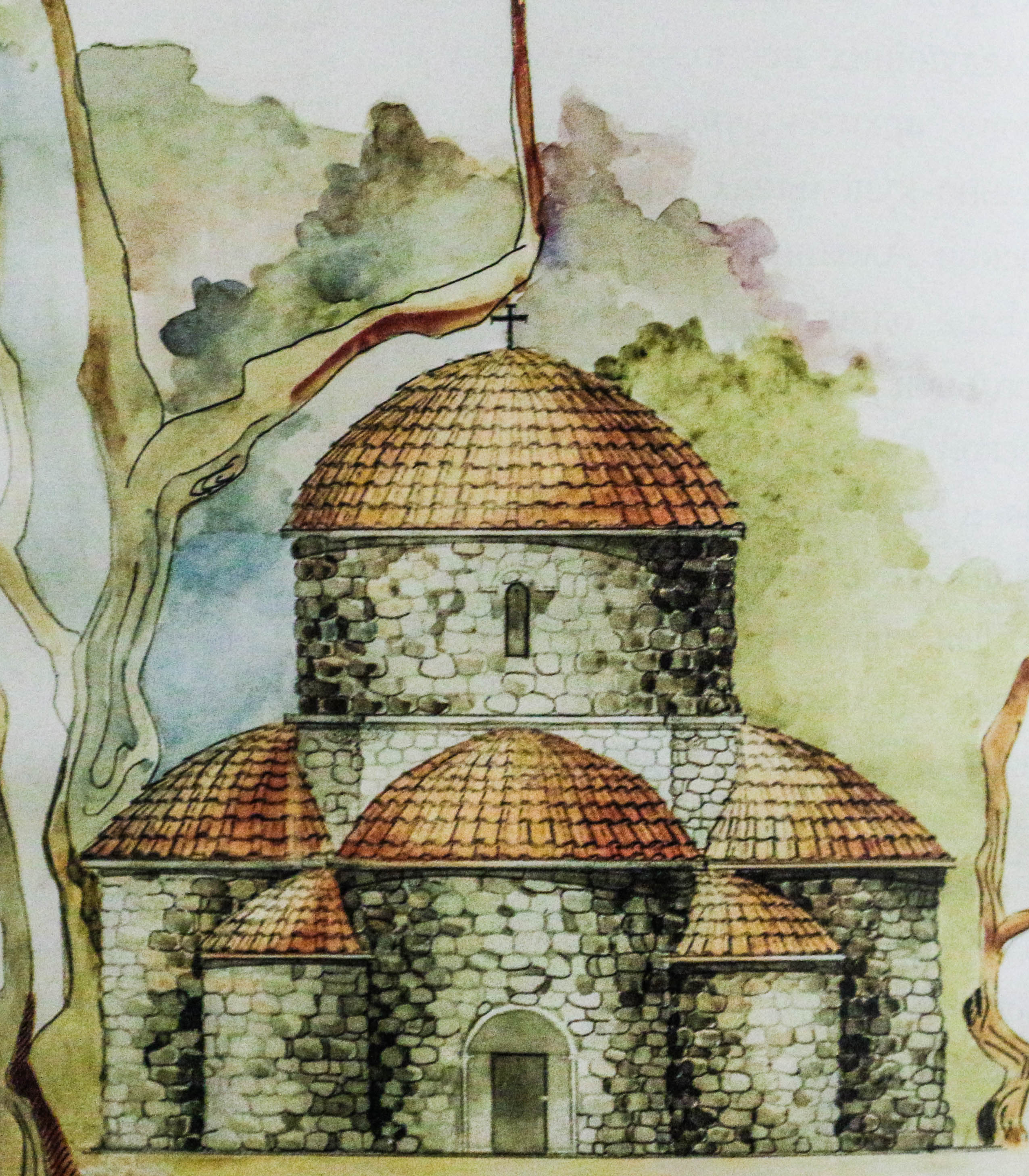
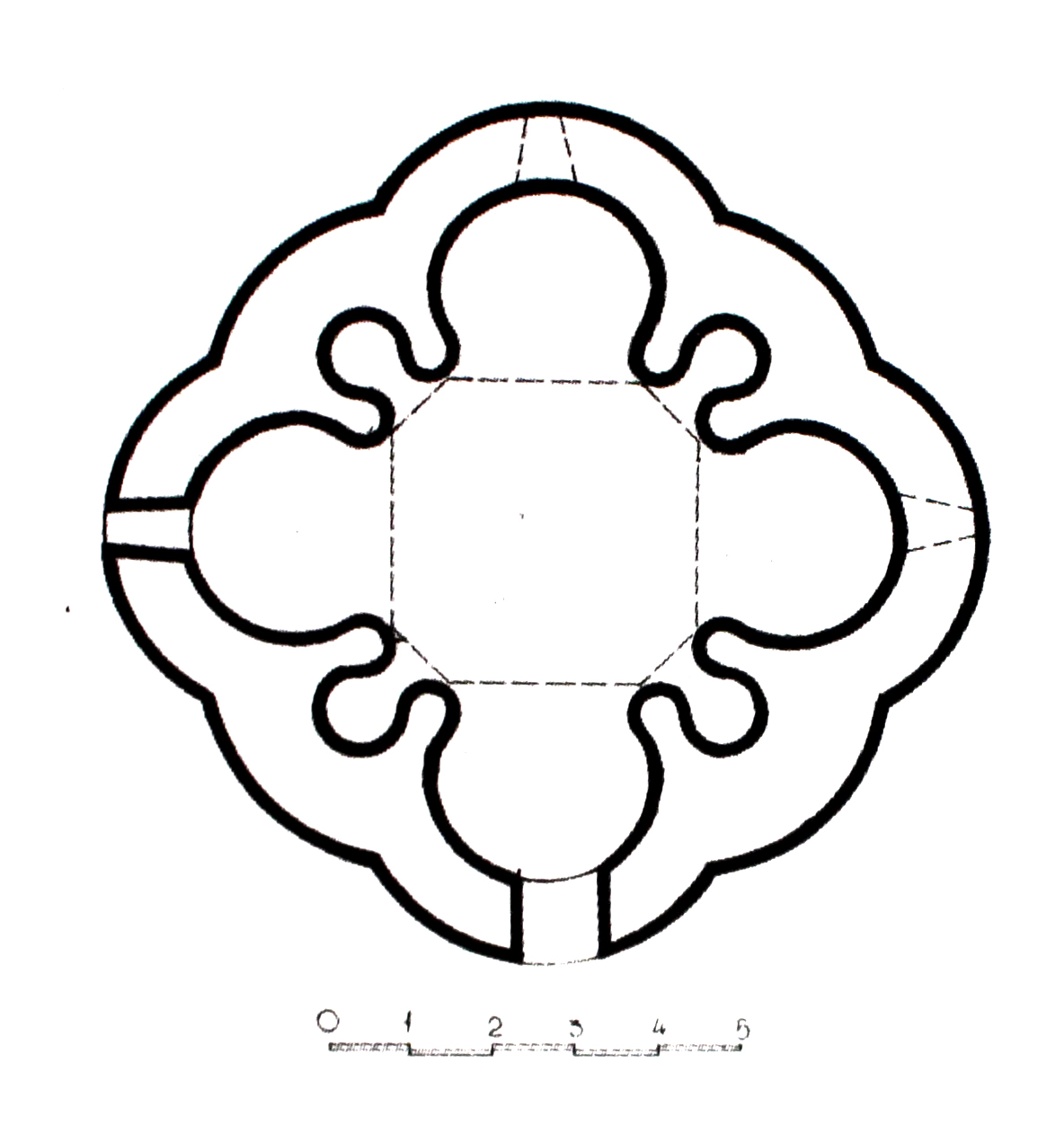